# 베토벤의 현악 사중주
루트비히 판 베토벤은 그의 생애동안 열 여섯개(대푸가 포함, 열 일곱개)의 현악 사중주를 남겼다. 여기에서는 그 작품들에 관하여 시기별로 목록화하여 정리하고 있다. 

## 개요
교향곡(전9곡), 현악 사중주(전16곡), 피아노 소나타(전32곡), 이 세 분야에서 베토벤의 후세에 미치는 영향은 매우 크다.
현악 사중주 전16곡은 피아노 소나타와 달리 베토벤의 평생에 걸쳐 광범위하게 흩어져 있는 것은 아니고, 초기, 중기, 후기, 이 각각에 어느 정도 집중되어 작곡되고 있어, 각각의 시기의 특징을 잘 나타내고 있다. 베토벤은 많은 청중을 앞에 두는 연주회에서는 자신의 예술을 선보일 수 있는 교향곡, 자신의 속내 심정을 토로하기 위해서는 가장 친숙한 악기인 피아노 소나타, 그리고 인간관계 등 인생의 미묘한 문제를 말하기 위해서는 현악 사중주로서, 각각의 성격을 살려 많은 작품을 남겼다.
초기 여섯 개의 사중주에서 베토벤은 아직 "어떻게 현악 사중주를 작곡할 것인가에 대한 연습"을 겸하고 있었던 것으로 보이지만, 현악 사중주의 역사에 있어서 그것은 중요한 결과물로 간주되었고, 또, 나중에 중기 작품, 후기 작품에서 한층 더 높은 예술적 가치의 결과물이 남겨지게 됨으로써, 베토벤의 현악 사중주는 실내악의 역사에 있어서 가장 중요한 결과물 중 하나로 남게 되었다. 현대의 현악 사중주단에 있어서도 가장 중요한 레퍼토리이며, 전곡 연주로 평가를 받는 것이 일류 현악 사중주단의 필수가 되고 있다.

## 시기별 작품 목록
베토벤의 현악 사중주는 그의 초기, 중기, 후기에 걸쳐 고르게 작곡되었다. 초기의 사중주는 1798년에서 1800년 사이에 걸쳐 여섯 개의 사중주, 작품번호 18 세트가 작곡되었다. 중기의 사중주는 1806년에서 1811년에 걸쳐 총 다섯 개의 사중주가 작곡되었다. 세 개의 사중주로 구성된 라주몹스키, 작품번호 59 세트, 그리고 작품 번호 74("하프")/95("세리오소")가 그것들이다. 후기의 사중주는 1824년에서 1826년에 걸쳐 여섯 개의 사중주가 작곡되었다. 작품 번호 127/132/130/133/131/135가 그것들이다.

### 초기 현악 사중주
초기의 기간에는 1798년에서 1800년 사이에 걸쳐 여섯 개의 사중주, 작품번호 18 세트가 작곡되었다. 이 기간의 사중주는 주로 전통적인 고전 양식으로 쓰여졌다. 그의 선배 작곡가들, 즉 하이든, 모차르트의 영향을 받았지만, 그들에게서 볼 수 없는 정열과 대담성을 느낄 수 있으며, 종래에 사용하던 3악장 형태에서 4악장 형태로의 대치, 미뉴에트에서 스케르초로의 대치, 또 대담한 전조(轉調)와 다양한 조성(調聲)의 변화 등에서 그다운 특징을 보여주고 있다. 
- 현악 사중주 3번 라장조, 작품 번호 18-1
- 현악 사중주 1번 바장조, 작품 번호 18-2
- 현악 사중주 2번 사장조, 작품 번호 18-3
- 현악 사중주 5번 가장조, 작품 번호 18-4
- 현악 사중주 4번 내림다단조, 작품 번호 18-5
- 현악 사중주 6번 내림나장조, 작품 번호 18-6

### 중기 현악 사중주
중기의 기간에는 1806년에 "라주몹스키" 사중주로 불리는 세 개의 사중주, 작품 번호 59 세트가 작곡되었고, 1809년에 작품 번호 74 ("하프"), 1810–1년에 작품 번호 95 ("세리오소")가 작곡되었다. 특히, 세 개의 라주몹스키 사중주는 베토벤 현악 사중주의 특색이 두드러지게 나타나고 있으며, 고전주의 형식의 자유로운 확대, 악곡 구조의 세밀화, 자유로운 화성의 사용, 규모의 확대, 주제 전개의 발전 등을 이루어지게 했다.
- 현악 사중주 7번 바장조 ("라주몹스키 1번")
- 현악 사중주 8번 마단조 ("라주몹스키 2번")
- 현악 사중주 9번 다장조 ("라주몹스키 3번")
- 현악 사중주 10번 내림마장조 ("하프")
- 현악 사중주 11번 내림바단조 ("세리오조")

### 후기 현악 사중주
후기의 기간에는 베토벤의 생애 최후의 단계인 1824년에서 1826년에 걸쳐 여섯 개의 사중주, 즉, 작품 번호 127/132/130/133/131/135가 작곡되었다. 열정적인 감정의 폭발과 유머의 대조가 더욱 강화되어, 초기 및 중기의 작품에서 느낄 수 없는 무게감, 큰 규모의 형식, 작품을 종합 통괄하는 힘을 느낄 수 있으며, 형식적인 면 뿐만 아니라, 이와 함께 개성적인 감정 표현의 양면에서 현악 사중주를 완전하게 발전시켰다. 
- 현악 사중주 12번 F♭ 장조, 작품 번호 127
- 현악 사중주 15번 a 단조 ("성스러운 감사의 노래"), 작품 번호 132
- 현악 사중주 13번 B♭ 장조, 작품 번호 130
- 현악 사중주를 위한 대푸가 B♭ 장조, 작품 번호 133
- 현악 사중주 14번 c# 단조, 작품 번호 131
- 현악 사중주 16번 F 장조, 작품 번호 135

### 참고: 시기별 작품 목록표
| 시기 구분 | 카탈로그 번호 | 제목                                             | 악장 개수 | 작곡 연도 | 헌정자                                |
| --------- | ------------- | ------------------------------------------------ | --------- | --------- | ------------------------------------- |
| 초기      | 작품 번호 18  | 현악 사중주 3번 D 장조                           | 4         | 1798–9년  | 요제프 프란츠 폰 롭코비츠 공작        |
| 초기      | 작품 번호 18  | 현악 사중주 1번 F 장조                           | 4         | 1799년    | 요제프 프란츠 폰 롭코비츠 공작        |
| 초기      | 작품 번호 18  | 현악 사중주 2번 G 장조                           | 4         | 1799년    | 요제프 프란츠 폰 롭코비츠 공작        |
| 초기      | 작품 번호 18  | 현악 사중주 5번 A 장조                           | 4         | 1799년    | 요제프 프란츠 폰 롭코비츠 공작        |
| 초기      | 작품 번호 18  | 현악 사중주 4번 c 단조                           | 4         | 1799년    | 요제프 프란츠 폰 롭코비츠 공작        |
| 초기      | 작품 번호 18  | 현악 사중주 6번 B♭ 장조                          | 4         | 1800년    | 요제프 프란츠 폰 롭코비츠 공작        |
| 중기      | 작품 번호 59  | 현악 사중주 7번 F 장조 ("라주몹스키 1번")        | 4         | 1806년    | 안드레이 라주몹스키 백작              |
| 중기      | 작품 번호 59  | 현악 사중주 8번 e 단조 ("라주몹스키 2번")        | 4         | 1806년    | 안드레이 라주몹스키 백작              |
| 중기      | 작품 번호 59  | 현악 사중주 9번 C 장조 ("라주몹스키 3번")        | 4         | 1806년    | 안드레이 라주몹스키 백작              |
| 중기      | 작품 번호 74  | 현악 사중주 10번 E♭ 장조 (“하프”)                | 4         | 1809년    | 요제프 프란츠 폰 롭코비츠 공작        |
| 중기      | 작품 번호 95  | 현악 사중주 11번 f 단조 (“세리오조”)             | 4         | 1810–1년  | 니콜라우스 츠메스칼폰 도마노베츠 남작 |
| 후기      | 작품 번호 127 | 현악 사중주 12번 F♭ 장조                         | 4         | 1824–5년  | 니콜라이 갈리친 공작                  |
| 후기      | 작품 번호 132 | 현악 사중주 15번 a 단조 ("성스러운 감사의 노래") | 5         | 1825년    | 니콜라이 갈리친 공작                  |
| 후기      | 작품 번호 130 | 현악 사중주 13번 B♭ 장조                         | 6         | 1825–6년  | 니콜라이 갈리친 공작                  |
| 후기      | 작품 번호 133 | 현악 사중주를 위한 대푸가 B♭ 장조                | 단악장    | 1825–6년  | 오스트리아의 루돌프 대공              |
| 후기      | 작품 번호 131 | 현악 사중주 14번 c# 단조                         | 7         | 1825–6년  | 요제프 폰 슈터트하임 남작             |
| 후기      | 작품 번호 135 | 현악 사중주 16번 F 장조                          | 4         | 1826년    | 요한 네포무크 볼프마이어              |

## 참고 문헌
- “베토벤의 현악 사중주: 존 수체트의 음악 가이드” (영어). 2021년 2월 9일에 확인함.
- 이혜정 (1981). “Ludwig van Beethoven의 현악사중주에 관한 분석 연구”. 2021년 2월 9일에 확인함.